# Encierros de Olmedo
Los encierros tradicionales de Olmedo o simplemente encierros de Olmedo son un festejo popular taurino que se celebran en la localidad de Olmedo (Valladolid, España) el 29 y 30  de septiembre en honor a sus patronos, san Miguel y san Jerónimo, y el 10 de octubre con motivo de la conmemoración de la coronación canónica de la Virgen de la Soterraña. En 2009 fueron declarados como fiesta de interés turístico regional.

## Origen y evolución
El origen de este festejo se remonta al Siglo de Oro; en este sentido, Lope de Vega relata algunos de los principales rasgo de la fiesta de los toros en el siglo XVII en su texto "El caballero de Olmedo".
Si bien los encierros han mantenido su esencia, el recorrido ha experimentando una variación en el transcurso de los años condicionado por el emplazamiento de la plaza de toros. Hasta 1945, el recorrido acababa en la plaza mayor, que hacía de plaza de toros. Un año más tarde se produjo un cambio en el emplazamiento de ésta, hecho que implicó que los encierros finalizaran en la plaza de Santa María. 
Finalmente, con la construcción de la actual plaza de toros, en 1960, el itinerario volvió a cambiar para quedar como es en la actualidad.

## Descripción del festejo

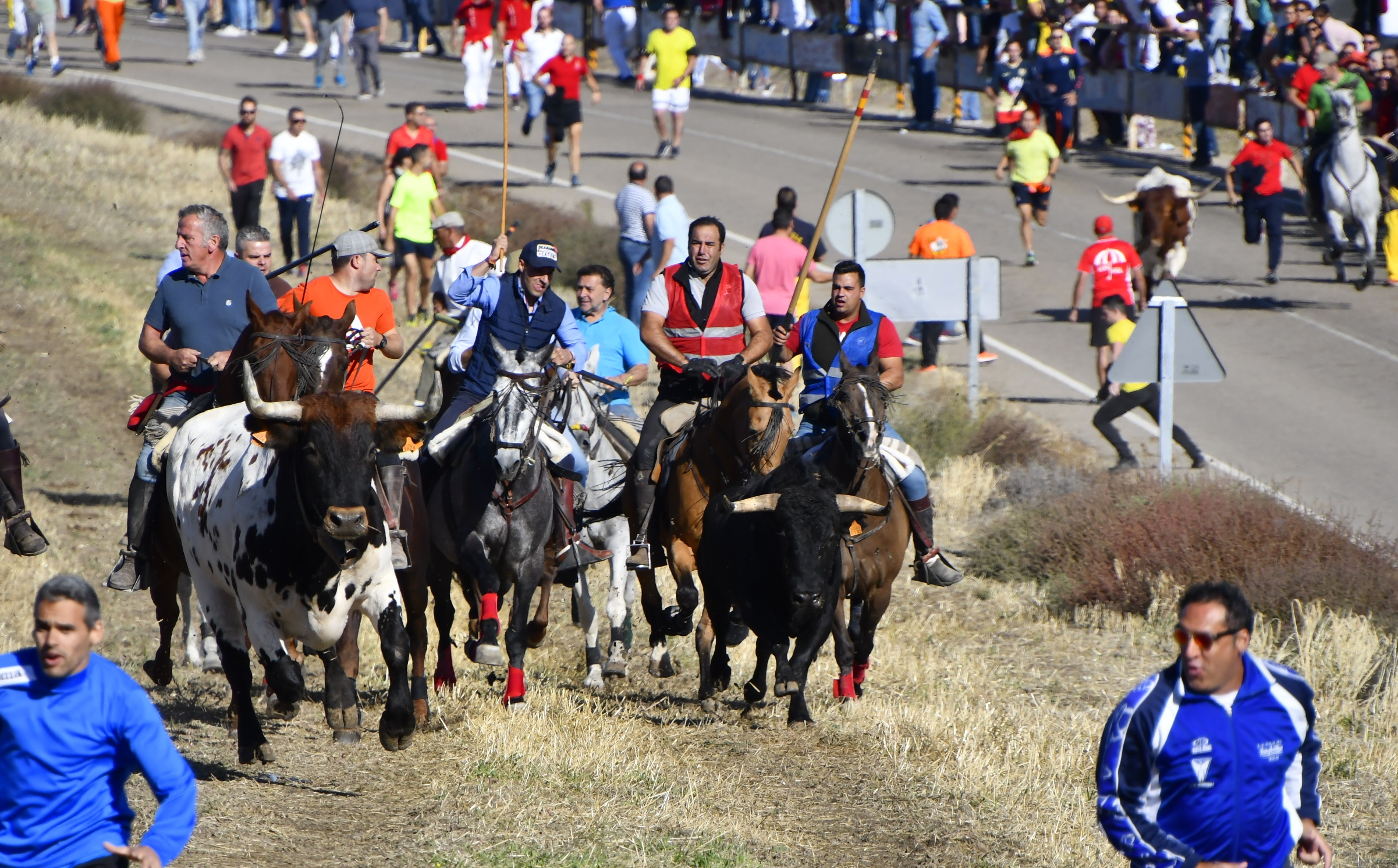
Encierros de Olmedo en el campo

Los encierros empiezan en la dehesa, situada a 2 kilómetros del municipio. En este emplazamiento se sueltan las reses, que son guiadas por jinetes por la carretera de Matapozuelos en dirección al municipio, entrando al mismo por la fuente de La Pioja (utilizada en ocasiones de abrevadero para el ganado) y pasando por el Mirador del Hontanar; un cerro elevado donde se congrega la mayor parte del público asistente.
En este punto, los caballistas ceden el testigo a los corredores, que guían a los novillos por el itinerario urbano, que llega a lindar con el recinto amurallado, hasta la plaza de toros.
Los jinetes que intervienen en el festejo pueden ser foráneos o vecinos del municipio, y el único requisito que tienen que cumplir es tener posesión del correspondiente permiso del ayuntamiento.

## Asociación Amigos de los Encierros

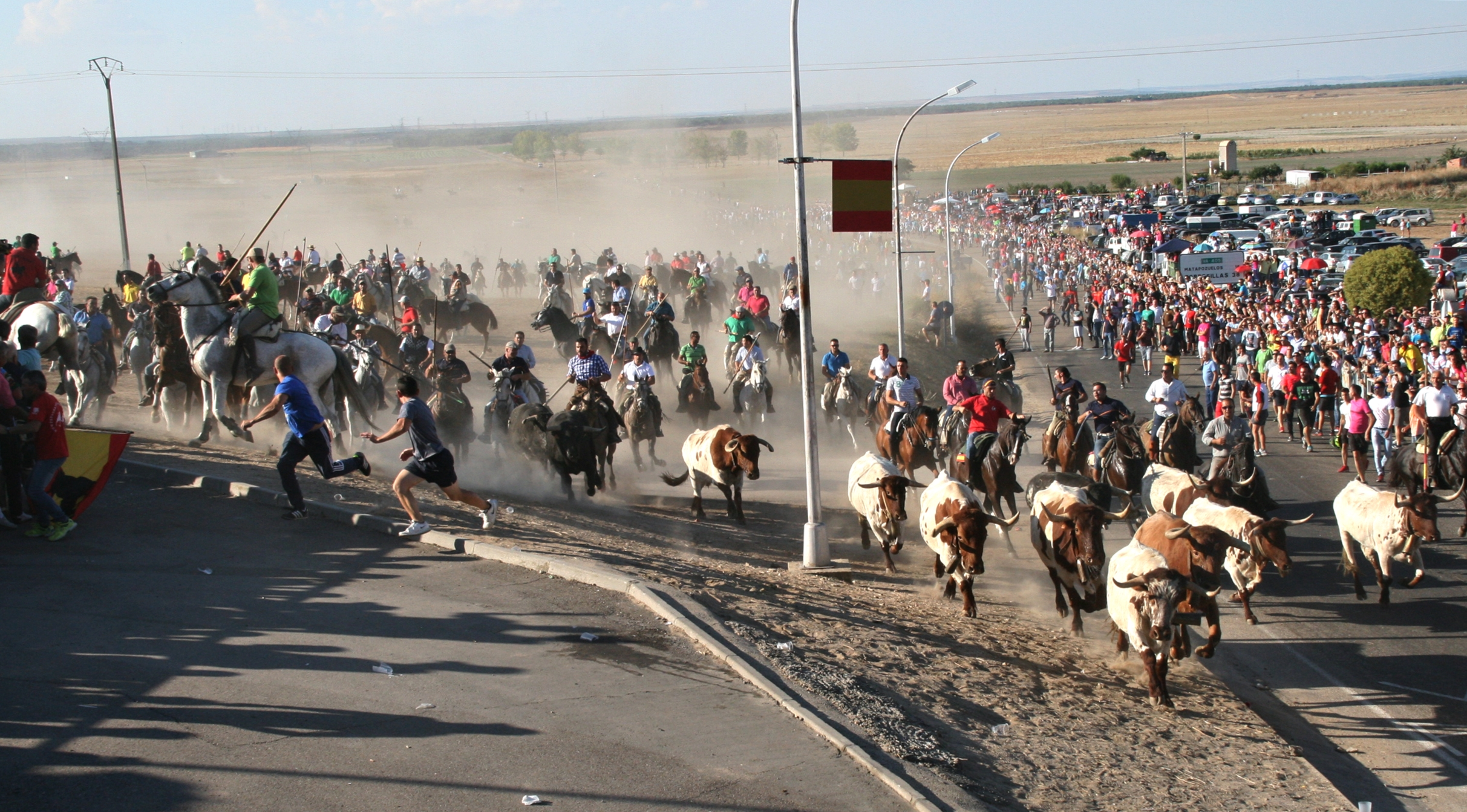
Encierros de Olmedo

La Asociación de Amigos de los Encierros es una agrupación taurina cuyo objetivo principal es el fomento y promoción de los encierros tradicionales "Al estilo de la Villa" de la localidad de Olmedo. Entre los diversos actos que realizan a lo largo del año se encuentra el concurso de fotografía para aficionados locales sobre los encierros.

## Reconocimientos
- En agosto de 2009, la Comisión Permanente del Consejo de Turismo de Castilla y León declaró Fiestas de Interés Turístico Regional los encierros tradicionales de Olmedo.[11]